# Puig de les Cobines
El Puig de les Cobines, o Caubines, és una muntanya de 1.257,1 metres del límit dels termes comunals de la Menera i Prats de Molló i la Presta, tots dos de la comarca del Vallespir, a la Catalunya del Nord. Es troba a l'extrem sud-oriental del terme de Prats de Molló i la Presta i al nord-occidental del de la Menera. És al sud-oest de Puig Colom i a llevant de Nostra Senyora del Coral.